# Павия (футбольный клуб)
«Павия» — итальянский футбольный клуб из одноимённого города, выступающий в Высшем дивизионе Профессиональной лиги, третьем по силе дивизионе чемпионата Италии. Основан в 1911 году. Домашние матчи проводит на арене «Стадио Пьетро Фортунати», вмещающем 6 000 зрителей. «Павия» никогда в своей истории не поднимался в Серию А, лучшим достижением клуба в Серии Б стало 13-е место в сезоне 1953/54.